# Rijke Fratershuis
Het Rijke Fratershuis of  Sint-Gregoriushuis was een middeleeuws convent en convict in Zwolle.

## Geschiedenis
Het Rijke Fraterhuis is in 1393 door de Broeders van het Gemene Leven gesticht. Negen jaar eerder, in 1384, werd het Arme Fraterhuis door Geert Grote aangekocht om de grote stroom leerlingen aan te kunnen. De bouw werd bekostigd door Meinold van Windesheim, hofedelman van bisschop Floris van Wevelinkhoven. Met nu twee vestigingen begon de broederschap onderscheid te maken tussen gebouwen voor de betalende en de niet-betalende scholieren, wat hun namen verklaart. Doordat de Begijnen land schonken kon er een nieuwe zaal gebouwd worden. Paus Innocentius II bekrachtigde in 1406 deze stichting met zijn goedkeuring. Hij gaf de broederschap toestemming om een draagaltaar op te richten, de biecht van de klerken of scholieren af te nemen en de mis te mogen vieren. In 1431 neemt Paus Eugenius I het Fraterhuis in zijn bescherming zodat de "broeders in hun nuttige bedrijf door niemand belemmerd of verhinderd zouden worden". Op 11 maart 1429 schonk de weduwe Johanna van Hekeren een huis in Doesburg aan de priesters van het Rijke Fratershuis, respectievelijk Dirk Hermansz van Herxen en Gerid van Rees. Dit geschonken huis zou een toevluchtsoord voor broeders uit Deventer worden. In de periode 1496-'97 werden de noordelijke en zuidelijke delen van het Rijke Fratershuis samengevoegd. De broeders van het Rijke Fratershuis bouwden op eigen kosten in 1498 een kerk voor S.Gregoor. Rond die tijd bouwden ze ook een school voor de leerlingen. Aan het begin van de 16e eeuw was Zwolle in verval geraakt en zo ook het fratershuis. In de 17e eeuw woonde rekenmeester Willem Bartjens in het gebouw aan de Praubstraat 16-18, wat op dat moment in gebruik was als school en schoolmeesterswoning. De gepleisterde voorgevel tegen het gebouw aan de Praubstraat 16-18 dateert uit de 19e eeuw.

## Rectoren
- 1396-1409: Gerard Scadde van Calcar
- 1410-1457: Dirk Hermansz van Herxen
- 1457-1472: Albert Paep van Calcar[1][9]
- 1472-1487: Hendrik van Herxen[10]

## Restanten
Het oudst bewaard gebleven restant is de niet toegankelijke kelder uit 1396 onder het Odeoncomplex. Het hoekhuis aan de Blijmarkt 21, geschonken aan de broeders in 1444, was omstreeks 1470 verbouwd tot mouterij (voorhuis) en kapel (achterhuis) van het convent. De zijgevel aan de Papenstraat is in 1974 gereconstrueerd. Het achterliggende pand aan de Papenstraat 11-13 is omstreeks 1460 gebouwd als gastenverblijf en ziekenzaal van het convent. Het gebouw aan de Praubstraat 16-18 is tussen 1985-'86 gerestaureerd. Het Poortje van Cele aan de Papenstraat 3, waarvan het oudste gedeelte in de 15e eeuw is ontstaan, zou ook onderdeel van het complex geweest zijn.

## Huidige functie
Het Fraterhuis is nu de naam van een filmtheater in Zwolle. In 1973 worden in Zwolle voor het eerst films vertoond buiten de lokale bioscopen. De eerste voorstellingen vinden plaats in het Zwolse Dominicanenklooster. In 1975 krijgt de Zwolse Filmliga een plek in jongerencentrum Salvador en op 17 oktober 1979 wordt de Stichting Zwols Filmhuis opgericht. Die schuift in 1980 aan bij het Papenstraattheater in de middeleeuwse binnenstad. Na een jarenlang gevecht in de jaren 80 voor een eigen onderkomen, mag het Filmhuis in 1994 een filmzaal bouwen in het middeleeuwse Fraterhuis.
Sindsdien is de naam Filmtheater Fraterhuis, naar het kloostergebouw uit 1497. Actrice Willeke van Ammelrooy opent Filmtheater Fraterhuis op 11 mei 1995. Tussen 1997 en 2009 vervijfvoudigt het bezoekersaantal naar 50.000. In de zomer van 2007 ontstaat een complex van twee filmzalen met projectors, een filmfoyer en een gedeelde entree, kassa en bar met theater Odeon.